# Кубок Північної Ірландії з футболу 1998—1999
Кубок Північної Ірландії з футболу 1998–1999 — 119-й розіграш кубкового футбольного турніру в Північній Ірландії. Титул вдруге здобув Портадаун.

## 1/16 фіналу
| Команда 1         | Рахунок | Команда 2                 |
| ----------------- | ------- | ------------------------- |
| 23 січня 1999     |         |                           |
| Ардс              | 1:0     | Ардс Рейнджерс            |
| Балліміна Юнайтед | 3:1     | Ларн                      |
| Бангор            | 0:3     | Гленавон                  |
| Брентвуд          | 3:1     | Драммонд Юнайтед          |
| Каррік Рейнджерс  | 2:2     | Данганнон Свіфтс          |
| Кліфтонвілл       | 6:1     | Кру Юнайтед               |
| Колрейн           | 1:1     | Лімаваді Юнайтед          |
| Крузейдерс        | 1:1     | Ньюрі Таун                |
| Дістіллері        | 4:0     | Харленд-енд-Вульф Велдерс |
| Драманесс Мілс    | 0:2     | Лурган Селтік             |
| Гленторан         | 3:0     | Тобермор Юнайтед          |
| Інститут          | 0:1     | Чімні Корнер              |
| Лінфілд           | 6:0     | Крамлін Юнайтед           |
| Лофголл           | 2:1     | Дандела                   |
| Ома Таун          | 1:2     | Балліклер Комрадс         |
| Портадаун         | 1:0     | Баллімоні Юнайтед         |

Перегравання
| Команда 1        | Рахунок | Команда 2        |
| ---------------- | ------- | ---------------- |
| 26 січня 1999    |         |                  |
| Данганнон Свіфтс | 3:4     | Каррік Рейнджерс |
| 1 лютого 1999    |         |                  |
| Лімаваді Юнайтед | 0:1     | Колрейн          |
| Ньюрі Таун       | 2:3     | Крузейдерс       |

## 1/8 фіналу
| Команда 1         | Рахунок | Команда 2         |
| ----------------- | ------- | ----------------- |
| 20 лютого 1999    |         |                   |
| Лінфілд           | 3:1     | Чімні Корнер      |
| Каррік Рейнджерс  | 2:0     | Ардс              |
| Дістіллері        | 5:0     | Брентвуд          |
| Кліфтонвілл       | 2:1     | Гленторан         |
| Балліміна Юнайтед | 3:0     | Балліклер Комрадс |
| Колрейн           | 2:1     | Лофголл           |
| Гленавон          | 3:0     | Крузейдерс        |
| 23 лютого 1999    |         |                   |
| Лурган Селтік     | 0:3     | Портадаун         |

## 1/4 фіналу
| Команда 1        | Рахунок | Команда 2         |
| ---------------- | ------- | ----------------- |
| 13 березня 1999  |         |                   |
| Лінфілд          | 0:0     | Гленавон          |
| Каррік Рейнджерс | 1:2     | Кліфтонвілл       |
| Дістіллері       | 1:1     | Балліміна Юнайтед |
| Колрейн          | 1:2     | Портадаун         |

Перегравання
| Команда 1         | Рахунок | Команда 2  |
| ----------------- | ------- | ---------- |
| 16 березня 1999   |         |            |
| Гленавон          | 1:2     | Лінфілд    |
| Балліміна Юнайтед | 2:1 дч  | Дістіллері |

## 1/2 фіналу
| Команда 1         | Рахунок | Команда 2 |
| ----------------- | ------- | --------- |
| 10 квітня 1999    |         |           |
| Кліфтонвілл       | 1:1     | Лінфілд   |
| Балліміна Юнайтед | 0:2     | Портадаун |

Перегравання
| Команда 1      | Рахунок | Команда 2   |
| -------------- | ------- | ----------- |
| 11 квітня 2000 |         |             |
| Лінфілд        | 0:1     | Кліфтонвілл |

## Фінал
29 квітня 1999 року «Кліфтонвілл» був дискваліфікований із змагань за те, що у повторному півфінальному матчі проти «Лінфілда» випустив незаявленого гравця. Гравець, про якого йде мова, грав за юніорський клуб у попередньому раунді і тому не мав права на участь у матчі. Проте протест «Лінфілда» надійшов більш, ніж через 48 годин після нічиєї (звичайний крайній термін для протестів), і в результаті ІФА не дозволила їм зайняти місце «Кліфтонвілл» у фіналі. Тому «Портадаун» отримав кубок без проведення фіналу.